# Rudolf Josiek
Rudolf Josiek (2. prosince 1914 Třinec – 28. září 1938 Horní Lomany) se stal jednou z obětí sudetoněmeckého povstání při střežení železničního přejezdu v Horních Lomanech u Františkových Lázní v září 1938.

## Životopis
Rudolf Josiek se narodil v Třinci v Lyžbicích roku 1914. Matka Eva Josieková, rozená Bujoková, pocházela z Nebor a otec Rudolf ze Stonavy u Karviné, kde pracoval jako pekař.
Rudolf Josiek vychodil obecnou a měšťanskou školu. Vyučil se elektromechanikem, absolvoval spojovací školu u telegrafního praporu 2 v Brně. Byl zařazen do poddůstojnické školy jako radiomechanik a po jejím ukončení byl dne 30. září 1934 přemístěn k 11. rotě místeckého „Slezského" pluku. Po ukončení vojenské prezenční služby zůstal u armády jako délesloužící v hodnosti četaře. Dne 22. března 1938 odešel z armády do zálohy a na vlastní žádost byl přijat k Finanční stráži. Službu nastoupil na stanici Hazlov u Aše, kde sloužil necelý rok.
Dne 28. září 1938, dva dny před podepsáním Mnichovské dohody, padl Rudolf Josiek v přestřelce s henleinovci.
V roce 1947 byl Rudolf Josiek in memoriam vyznamenán Československým válečným křížem 1939.
V roce 2018 byl Rudolf Josiek zařazen mezi čestné občany města Třince za hrdinství v boji proti nacismu při obraně Československé republiky.